# Rački ribniki - Požeg
Rački ribniki - Požeg este o arie protejată (arie specială de conservare — SAC, sit de importanță comunitară — SCI) din Slovenia întinsă pe o suprafață de 613,2 ha, integral pe uscat.

## Localizare
Centrul sitului Rački ribniki - Požeg este situat la coordonatele 46°26′00″N 15°39′59″E / 46.4334°N 15.6663°E.

## Înființare
Situl Rački ribniki - Požeg a fost declarat sit de importanță comunitară în aprilie 2004 pentru a proteja 2 specii de plante și 4 specii de animale. Situl a fost protejat și ca arie specială de conservare în februarie 2012.

## Biodiversitate
Situată în ecoregiunea continentală, aria protejată conține 4 habitate naturale: Ape stătătoare oligotrofe până la mezotrofe, cu vegetație de Littorelletea uniflorae și/sau de Isoëto-Nanojuncetea, Lacuri eutrofice naturale cu vegetație de tip Magnopotamion sau Hydrocharition, Păduri aluvionare cu Alnus glutinosa și Fraxinus excelsior (Alno-Padion, Alnion incanae, Salicion albae), Păduri mixte riverane de Quercus robur, Ulmus laevis și Ulmus minor, Fraxinus excelsior sau Fraxinus angustifolia, de-a lungul marilor râuri (Ulmenion minoris).
La baza desemnării sitului se află mai multe specii protejate:
- plante (2): Eleocharis carniolica, Marsilea quadrifolia
- mamifere (1): liliac cârn (Barbastella barbastellus)
- nevertebrate (3): fluturele-tigru (Callimorpha quadripunctaria), Graphoderus bilineatus, libelule (Leucorrhinia pectoralis)